# Act of Settlement
(Israel Naamani Tarkow,  The Significance of the Act of Settlement in the Evolution of English Democracy)
L'Act of Settlement (in italiano: Atto di Disposizione) è una legge del parlamento inglese del 1701 emanata negli anni successivi alla gloriosa rivoluzione e mossa dalla finalità di garantire, visti gli infruttuosi sforzi procreativi di Guglielmo III e Maria II, una linea di successione protestante alla Corona d'Inghilterra e d'Irlanda.

## Descrizione
La disposizione concesse il diritto di successione ai troni di Inghilterra, Scozia e Irlanda all'elettrice Sofia di Hannover (nipote di Giacomo VI di Scozia e I d'Inghilterra, figlia dell'elettore del Palatinato e moglie dell'elettore di Hannover) e ai suoi eredi non cattolici. Sua madre, la principessa Elisabetta Stuart, era nata in Scozia ma divenne famosa nella storia come Elisabetta di Boemia. La linea di Sofia era una figliazione minore degli Stuart ma era composta da convinti protestanti e questo avrebbe evitato ulteriori problematiche religiose. Sofia a ogni modo morì l'8 giugno 1714, prima della morte della regina Anna avvenuta il 1º agosto 1714, alla quale succedette quindi il figlio di Sofia, Giorgio I che diede inizio alla dinastia degli Hannover.

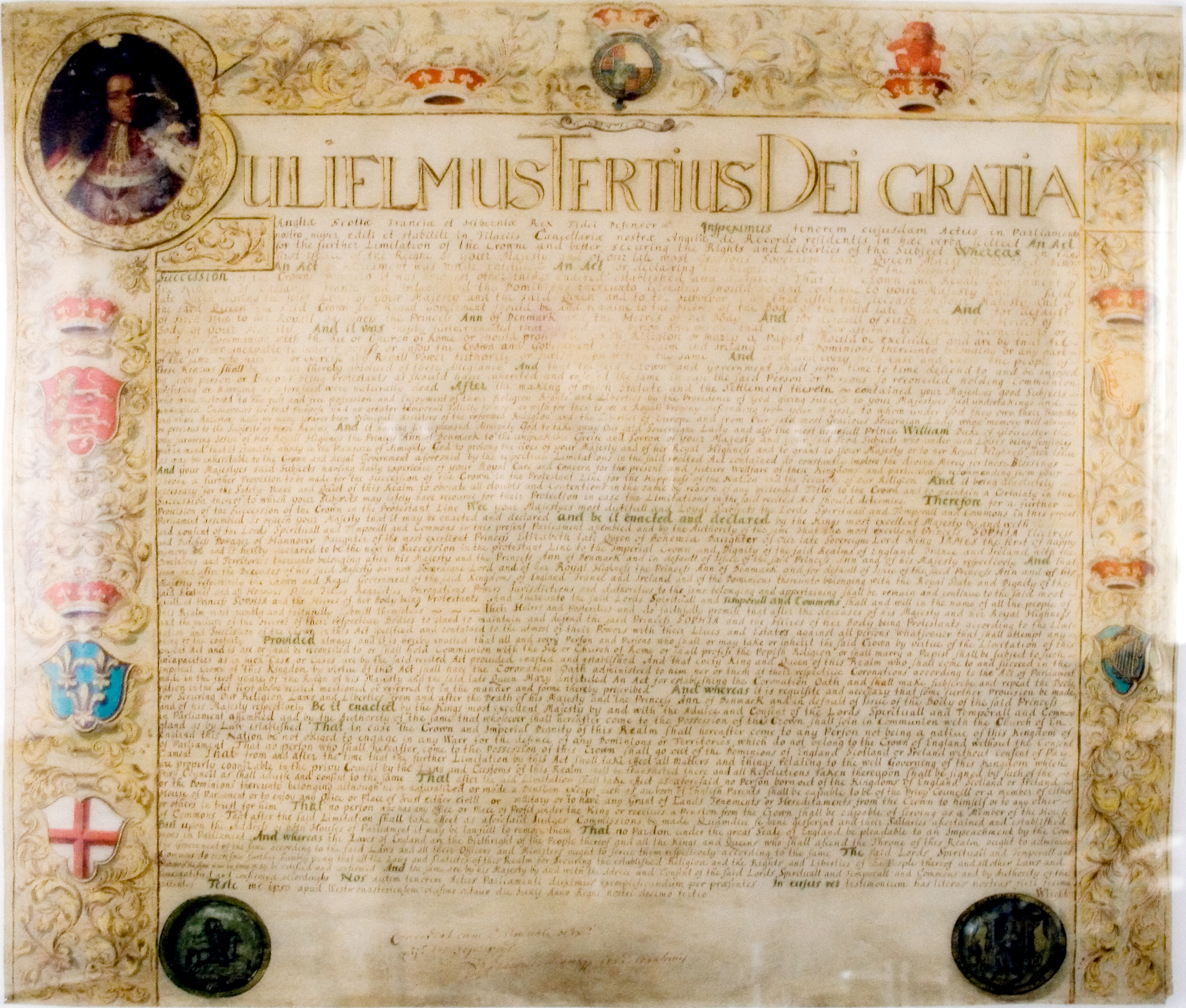
Il documento originale dell'Act of Settlement, riccamente miniato e decorato

L'atto ebbe un ruolo chiave nella costituzione del Regno di Gran Bretagna. Inghilterra e Scozia erano state unite nelle mani di un solo monarca dal 1603, ma avevano mantenuto governi separati. Il parlamento scozzese era più riluttante di quello inglese ad abbandonare la casata degli Stuart, che erano stati re di Scozia da molto più tempo rispetto a quando avevano occupato il trono d'Inghilterra. La pressione degli inglesi verso gli scozzesi perché accettassero l'Act of Settlement fu uno dei fattori che portarono poi all'unione parlamentare dei due Paesi nel 1707.
Sulla base dell'Act of Settlement qualunque monarca avesse deciso di abbracciare la religione cattolica o avesse sposato una consorte di religione cattolica, sarebbe stato privato del trono e avrebbe perso le proprie prerogative. L'atto così facendo limitava anche l'ingresso di stranieri alle pretese al trono inglese e il potere del monarca nel rispetto delle decisioni del parlamento, anche se alcune di queste prerogative vennero alterate dalla legislazione successiva.
L'Act of Settlement, assieme al Bill of Rights, rimane ancora oggi una delle principali leggi costituzionali che governano la successione non solo al trono del Regno Unito ma anche di tutti i reami del Commonwealth. L'Act of Settlement non può essere modificato che per volontà del parlamento solo con il consenso di tutti i parlamenti del regno e del monarca.
Il documento originale si trova oggi depositato presso l'Archivio di Stato della Bassa Sassonia ad Hannover, in Germania.
Con l'Accordo di Perth del 2011, la legislazione ha emendato l'atto ed è entrato in vigore anche nel Commonwealth il 26 marzo 2015.

## Contesto storico

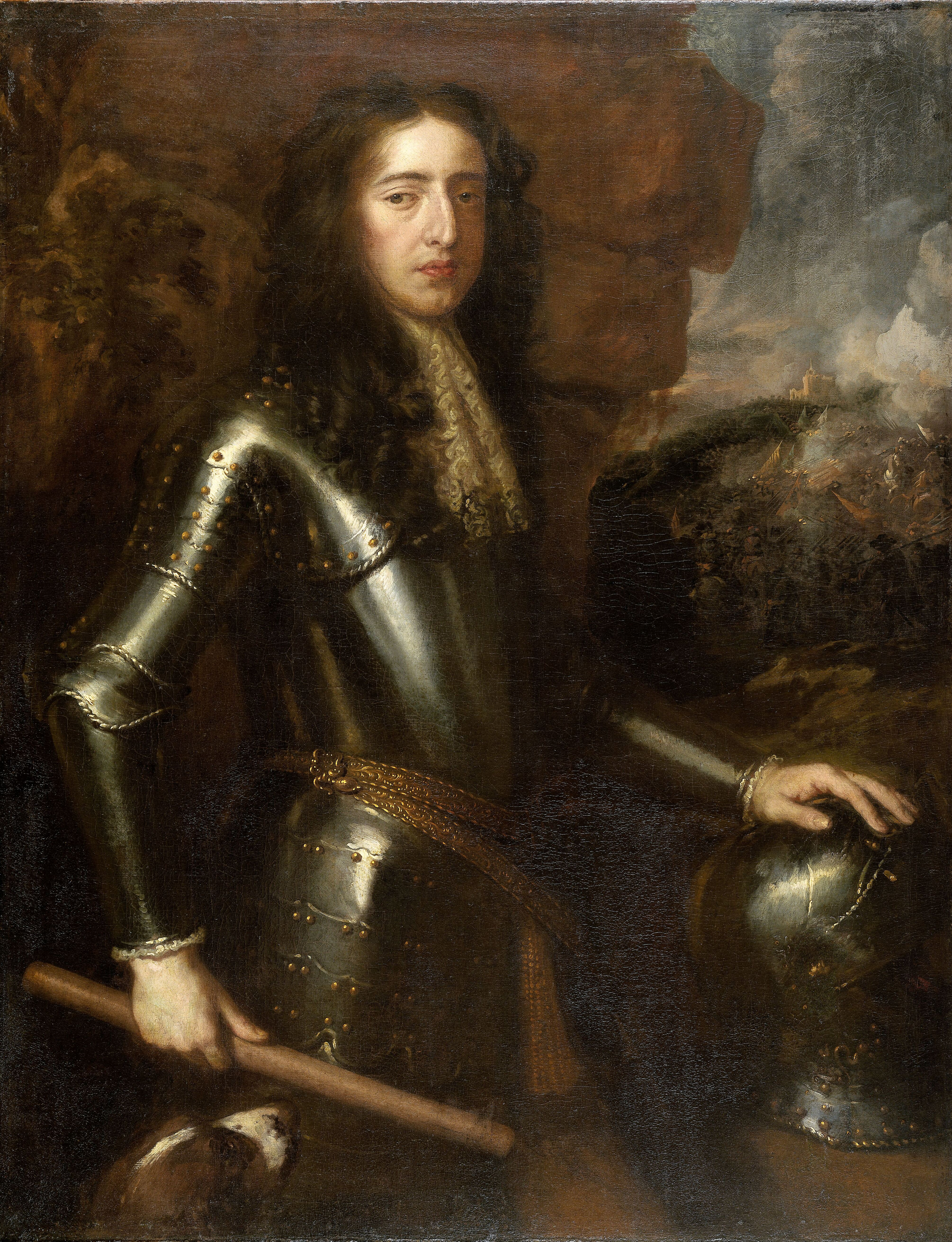
Guglielmo III d'Orange

L'approvazione dell'Act of Settlement da parte del Parlamento britannico si colloca cronologicamente al termine di quelle tensioni interne al Regno d'Inghilterra alle quali la tradizione storiografica inglese si riferisce con il termine Glorious Revolution (per il fatto che si arrivò a un mutamento dell'assetto costituzionale britannico senza rilevanti spargimenti di sangue né conflitti popolari ma con una serrata attività politica e istituzionale) e che culminarono con la fuga in Francia del re cattolico Giacomo II Stuart, l'incoronazione congiunta di Guglielmo III d'Orange e della moglie e cugina Maria II Stuart e l'approvazione parlamentare del Bill of rights, con il quale l'assemblea legislativa formalizzò il nuovo assetto di monarchia costituzionale, limitando le prerogative della Corona a favore di un maggior bilanciamento dei poteri dello Stato.
La forte presa di posizione del Bill of Rights a favore della religione protestante, ben evidente dall'aperta condanna nei confronti dei tentativi di Giacomo II volti a «sovvertire ed estirpare la religione protestante», sarebbe però rimasta priva di efficacia concreta, vista la difficoltà nel mantenere un regnante di fede protestante. Gli altri membri di casa Stuart si professavano infatti cattolici, mentre Maria II morì nel 1694 senza figli e lasciando come unico possibile erede il figlio della sorella Anna, il duca di Gloucester Guglielmo, il quale tuttavia morì undicenne sei anni dopo. Questa situazione di stallo, tale da generare grandi incertezze circa l'effettivo prosieguo dell'equilibrio istituzionale ottenuto con la Gloriosa Rivoluzione, fu tale da indurre le forze politiche britanniche a dare vita a un testo legislativo che regolasse definitivamente la successione alla Corona: nel 1701 vide così la luce l'Atto di Disposizione.

## Effetti
L'Act of Settlement si è occupato di regolare diversi ambiti inerenti all'assetto istituzionale del Regno d'Inghilterra, tali da condizionarne fortemente la successiva evoluzione.

### Successione

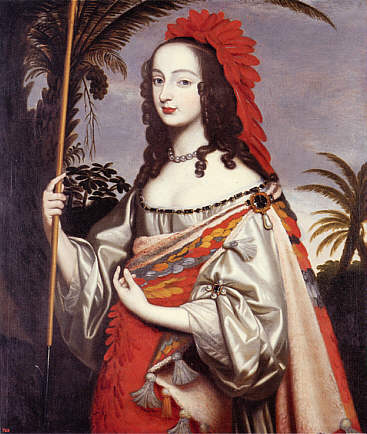
Sofia di Hannover

Per fare fronte al problema dell'individuazione dei soggetti idonei a succedere al trono inglese, l'Act of Settlement finì per prevedere espressamente che la Corona sarebbe passata, dopo la morte di Guglielmo III e di sua cognata Anna, nelle mani di Sofia di Hannover, elettrice palatina figlia di Federico V e Elisabetta Stuart (a sua volta figlia di Giacomo I Stuart e sorella di quel Carlo I Stuart che nel 1649 fu decapitato nel corso della guerra civile inglese). In caso della morte prematura di Sofia (cosa che effettivamente avvenne, due mesi prima di Anna Stuart), l'Act of Settlement prevedeva che la linea di successione sarebbe proseguita nei confronti dei suoi eredi di fede protestante non sposati con cattolici. Verificandosi proprio tali previsioni, il Sovrano che seguì ad Anna, Giorgio I, fu proprio il figlio protestante e primogenito di Sofia.
|                                           |                                           |                                           |                                           |                                           |                                           |  |  | Giacomo I Stuart Re dal 1603 al 1625 |                                     |                                     |                                     |                                     |                                     |  |  |                                            |                                            |                                            |                                            |                                            |                                            |  |  |                                         |                                         |                                         |                                         |                                         |                                         |                                       |                                       |                                               |                                               |                                               |                                               |                                               |                                               |  |  |  |  |  |  |  |  |  |  |  |  |  |  |  |  |  |  |  |  |  |  |  |  |  |  |
|                                           |                                           |                                           |                                           |                                           |                                           |  |  |                                      |                                     |                                     |                                     |                                     |                                     |  |  |                                            |                                            |                                            |                                            |                                            |                                            |  |  |                                         |                                         |                                         |                                         |                                         |                                         |                                       |                                       |                                               |                                               |                                               |                                               |                                               |                                               |  |  |  |  |  |  |  |  |  |  |  |  |  |  |  |  |  |  |  |  |  |  |  |  |  |  |
|                                           |                                           |                                           |                                           |                                           |                                           |  |  |                                      |                                     |                                     |                                     |                                     |                                     |  |  |                                            |                                            |                                            |                                            |                                            |                                            |  |  |                                         |                                         |                                         |                                         |                                         |                                         |                                       |                                       |                                               |                                               |                                               |                                               |                                               |                                               |  |  |  |  |  |  |  |  |  |  |  |  |  |  |  |  |  |  |  |  |  |  |  |  |  |  |
| Elisabetta Stuart                         | Elisabetta Stuart                         | Elisabetta Stuart                         | Elisabetta Stuart                         | Elisabetta Stuart                         | Elisabetta Stuart                         |  |  |                                      |                                     |                                     |                                     |                                     |                                     |  |  | Carlo I Stuart Re dal 1625 al 1649         | Carlo I Stuart Re dal 1625 al 1649         | Carlo I Stuart Re dal 1625 al 1649         | Carlo I Stuart Re dal 1625 al 1649         | Carlo I Stuart Re dal 1625 al 1649         | Carlo I Stuart Re dal 1625 al 1649         |  |  |                                         |                                         |                                         |                                         |                                         |                                         |                                       |                                       |                                               |                                               |                                               |                                               |                                               |                                               |  |  |  |  |  |  |  |  |  |  |  |  |  |  |  |  |  |  |  |  |  |  |  |  |  |  |
| Elisabetta Stuart                         | Elisabetta Stuart                         | Elisabetta Stuart                         | Elisabetta Stuart                         | Elisabetta Stuart                         | Elisabetta Stuart                         |  |  |                                      |                                     |                                     |                                     |                                     |                                     |  |  | Carlo I Stuart Re dal 1625 al 1649         | Carlo I Stuart Re dal 1625 al 1649         | Carlo I Stuart Re dal 1625 al 1649         | Carlo I Stuart Re dal 1625 al 1649         | Carlo I Stuart Re dal 1625 al 1649         | Carlo I Stuart Re dal 1625 al 1649         |  |  |                                         |                                         |                                         |                                         |                                         |                                         |                                       |                                       |                                               |                                               |                                               |                                               |                                               |                                               |  |  |  |  |  |  |  |  |  |  |  |  |  |  |  |  |  |  |  |  |  |  |  |  |  |  |
|                                           |                                           |                                           |                                           |                                           |                                           |  |  |                                      |                                     |                                     |                                     |                                     |                                     |  |  |                                            |                                            |                                            |                                            |                                            |                                            |  |  |                                         |                                         |                                         |                                         |                                         |                                         |                                       |                                       |                                               |                                               |                                               |                                               |                                               |                                               |  |  |  |  |  |  |  |  |  |  |  |  |  |  |  |  |  |  |  |  |  |  |  |  |  |  |
| Sofia di Hannover                         | Sofia di Hannover                         | Sofia di Hannover                         | Sofia di Hannover                         | Sofia di Hannover                         | Sofia di Hannover                         |  |  | Carlo II Stuart Re dal 1660 al 1685  | Carlo II Stuart Re dal 1660 al 1685 | Carlo II Stuart Re dal 1660 al 1685 | Carlo II Stuart Re dal 1660 al 1685 | Carlo II Stuart Re dal 1660 al 1685 | Carlo II Stuart Re dal 1660 al 1685 |  |  | Maria Enrichetta Stuart                    | Maria Enrichetta Stuart                    | Maria Enrichetta Stuart                    | Maria Enrichetta Stuart                    | Maria Enrichetta Stuart                    | Maria Enrichetta Stuart                    |  |  |                                         |                                         |                                         |                                         | Giacomo II Stuart Re dal 1685 al 1688   | Giacomo II Stuart Re dal 1685 al 1688   | Giacomo II Stuart Re dal 1685 al 1688 | Giacomo II Stuart Re dal 1685 al 1688 | Giacomo II Stuart Re dal 1685 al 1688         | Giacomo II Stuart Re dal 1685 al 1688         |                                               |                                               |                                               |                                               |  |  |  |  |  |  |  |  |  |  |  |  |  |  |  |  |  |  |  |  |  |  |  |  |  |  |
| Sofia di Hannover                         | Sofia di Hannover                         | Sofia di Hannover                         | Sofia di Hannover                         | Sofia di Hannover                         | Sofia di Hannover                         |  |  | Carlo II Stuart Re dal 1660 al 1685  | Carlo II Stuart Re dal 1660 al 1685 | Carlo II Stuart Re dal 1660 al 1685 | Carlo II Stuart Re dal 1660 al 1685 | Carlo II Stuart Re dal 1660 al 1685 | Carlo II Stuart Re dal 1660 al 1685 |  |  | Maria Enrichetta Stuart                    | Maria Enrichetta Stuart                    | Maria Enrichetta Stuart                    | Maria Enrichetta Stuart                    | Maria Enrichetta Stuart                    | Maria Enrichetta Stuart                    |  |  |                                         |                                         |                                         |                                         | Giacomo II Stuart Re dal 1685 al 1688   | Giacomo II Stuart Re dal 1685 al 1688   | Giacomo II Stuart Re dal 1685 al 1688 | Giacomo II Stuart Re dal 1685 al 1688 | Giacomo II Stuart Re dal 1685 al 1688         | Giacomo II Stuart Re dal 1685 al 1688         |                                               |                                               |                                               |                                               |  |  |  |  |  |  |  |  |  |  |  |  |  |  |  |  |  |  |  |  |  |  |  |  |  |  |
|                                           |                                           |                                           |                                           |                                           |                                           |  |  |                                      |                                     |                                     |                                     |                                     |                                     |  |  |                                            |                                            |                                            |                                            |                                            |                                            |  |  |                                         |                                         |                                         |                                         |                                         |                                         |                                       |                                       |                                               |                                               |                                               |                                               |                                               |                                               |  |  |  |  |  |  |  |  |  |  |  |  |  |  |  |  |  |  |  |  |  |  |  |  |  |  |
| Giorgio I di Hannover Re dal 1714 al 1727 | Giorgio I di Hannover Re dal 1714 al 1727 | Giorgio I di Hannover Re dal 1714 al 1727 | Giorgio I di Hannover Re dal 1714 al 1727 | Giorgio I di Hannover Re dal 1714 al 1727 | Giorgio I di Hannover Re dal 1714 al 1727 |  |  |                                      |                                     |                                     |                                     |                                     |                                     |  |  | Guglielmo III d'Orange Re dal 1689 al 1702 | Guglielmo III d'Orange Re dal 1689 al 1702 | Guglielmo III d'Orange Re dal 1689 al 1702 | Guglielmo III d'Orange Re dal 1689 al 1702 | Guglielmo III d'Orange Re dal 1689 al 1702 | Guglielmo III d'Orange Re dal 1689 al 1702 |  |  | Maria II Stuart Regina dal 1689 al 1694 | Maria II Stuart Regina dal 1689 al 1694 | Maria II Stuart Regina dal 1689 al 1694 | Maria II Stuart Regina dal 1689 al 1694 | Maria II Stuart Regina dal 1689 al 1694 | Maria II Stuart Regina dal 1689 al 1694 |                                       |                                       | Anna di Gran Bretagna Regina dal 1702 al 1714 | Anna di Gran Bretagna Regina dal 1702 al 1714 | Anna di Gran Bretagna Regina dal 1702 al 1714 | Anna di Gran Bretagna Regina dal 1702 al 1714 | Anna di Gran Bretagna Regina dal 1702 al 1714 | Anna di Gran Bretagna Regina dal 1702 al 1714 |  |  |  |  |  |  |  |  |  |  |  |  |  |  |  |  |  |  |  |  |  |  |  |  |  |  |
| Giorgio I di Hannover Re dal 1714 al 1727 | Giorgio I di Hannover Re dal 1714 al 1727 | Giorgio I di Hannover Re dal 1714 al 1727 | Giorgio I di Hannover Re dal 1714 al 1727 | Giorgio I di Hannover Re dal 1714 al 1727 | Giorgio I di Hannover Re dal 1714 al 1727 |  |  |                                      |                                     |                                     |                                     |                                     |                                     |  |  | Guglielmo III d'Orange Re dal 1689 al 1702 | Guglielmo III d'Orange Re dal 1689 al 1702 | Guglielmo III d'Orange Re dal 1689 al 1702 | Guglielmo III d'Orange Re dal 1689 al 1702 | Guglielmo III d'Orange Re dal 1689 al 1702 | Guglielmo III d'Orange Re dal 1689 al 1702 |  |  | Maria II Stuart Regina dal 1689 al 1694 | Maria II Stuart Regina dal 1689 al 1694 | Maria II Stuart Regina dal 1689 al 1694 | Maria II Stuart Regina dal 1689 al 1694 | Maria II Stuart Regina dal 1689 al 1694 | Maria II Stuart Regina dal 1689 al 1694 |                                       |                                       | Anna di Gran Bretagna Regina dal 1702 al 1714 | Anna di Gran Bretagna Regina dal 1702 al 1714 | Anna di Gran Bretagna Regina dal 1702 al 1714 | Anna di Gran Bretagna Regina dal 1702 al 1714 | Anna di Gran Bretagna Regina dal 1702 al 1714 | Anna di Gran Bretagna Regina dal 1702 al 1714 |  |  |  |  |  |  |  |  |  |  |  |  |  |  |  |  |  |  |  |  |  |  |  |  |  |  |

In tema di successione l'Act of Settlement si arricchiva però di un'altra previsione che ha condizionato fortemente l'evoluzione politica e istituzionale della Gran Bretagna: giustificandosi nel movente religioso della Gloriosa Rivoluzione (dove la vicinanza al mondo cattolico di Giacomo II era spesso assimilata alle sue intenzioni dispotiche), l'Atto previde infatti, nei confronti dei successori al trono, l'obbligo cogente di "essere in comunione con la Chiesa d'Inghilterra". Affermando ciò si escluse quindi la possibilità che in futuro ci potessero essere regnanti non anglicani e in particolare cattolici: chi fosse stato cattolico, vi si fosse convertito o avesse sposato un cattolico, era scritto, sarebbe stato escluso dalla successione.
L'Atto di Disposizione introdusse altresì la previsione per cui, se qualcuno non originario d'Inghilterra fosse salito al trono, il Sovrano non avrebbe dichiarato guerra per i domini non appartenenti alla Corona senza il consenso del Parlamento. Una previsione lungimirante, perché, fino alla regina Vittoria (che dovette lasciare il dominio dello Stato di Hannover in virtù della legge salica), tutti i regnanti coprirono pacificamente entrambi i ruoli di Sovrani del Regno Unito e dello Stato di Hannover.

### Nascita del Regno di Gran Bretagna
L'emanazione dell'Act of Settlement costituì d'altra parte una delle principali cause dell'unione tra i regni d'Inghilterra e Scozia, cosa che si perfezionò meno di un decennio dopo. Già nel 1704 il Parlamento di Scozia infatti emise l'Act of Security, atto normativo con cui il Regno scozzese rispose all'emanazione dell'Act of Settlement (di soli tre anni prima), giustificato dalla circostanza che alla morte di Anna Stuart anche il trono scozzese sarebbe rimasto vacante. L'Act of Security prevedeva che, alla morte di Anna, i membri del Parlamento avrebbero dovuto nominare un successore protestante discendente dei re scozzesi: inoltre, a meno che alcune condizioni economiche, politiche e religiose non fossero state soddisfatte dalla Corona inglese, la scelta non sarebbe ricaduta sullo stesso soggetto designato dall'Act of Settlement del 1701, portando quindi a una scissione tra le due corone (unite per più di un secolo, a partire dall'incoronazione di Giacomo I d'Inghilterra).
Il Parlamento inglese reagì con forza a tale minaccia, promulgando nel 1705 l'Alien Act, con cui si avviavano le procedure per ridurre considerevolmente il commercio e la libera circolazione dei beni tra i due Paesi, a meno che non venisse abrogato l'Act of Security o fosse approvato un atto di unione tra i due regni. Soprattutto a causa delle drammatiche condizioni economiche del regno scozzese (dovute principalmente al rovinoso tentativo di stabilire una colonia commerciale a Darién, nelle giungle inospitali di Panama), il braccio di ferro tra i due regni si concluse secondo le intenzioni inglesi, e l'Act of Union del 1707 attuò definitivamente l'unione politica e istituzionale tra i Regni di Inghilterra e Scozia, formalizzando così la nascita del Regno di Gran Bretagna.